# Regis Pitbull
Regis Pitbull (nacido el 22 de septiembre de 1976) es un exfutbolista brasileño que se desempeñaba como delantero.
Jugó para clubes como el Marítimo, Ponte Preta, Ceará, Kyoto Purple Sanga, Bahia, Gaziantepspor, Vasco da Gama, Corinthians y Portuguesa.

## Trayectoria

### Clubes
| Club                   | País          | Año         |
| ---------------------- | ------------- | ----------- |
| Marítimo               | Portugal      | 1996 - 1997 |
| Ponte Preta            | Brasil        | 1997 - 2002 |
| Ceará                  | Brasil        | 1999        |
| Kyoto Purple Sanga     | Japón         | 2000        |
| Bahia                  | Brasil        | 2001        |
| Gaziantepspor          | Turquía       | 2002 - 2003 |
| Vasco da Gama          | Brasil        | 2003        |
| Corinthians            | Brasil        | 2004 - 2005 |
| Portuguesa             | Brasil        | 2004        |
| Portuguesa Santista    | Brasil        | 2005        |
| Internacional          | Brasil        | 2006        |
| Daejeon Citizen        | Corea del Sur | 2006        |
| Vilavelhense           | Brasil        | 2007        |
| Rio Branco de Andradas | Brasil        | 2007        |
| ABC                    | Brasil        | 2007        |
| Rio Branco de Andradas | Brasil        | 2008        |
| Poços de Caldas        | Brasil        | 2009        |
| São Raimundo           | Brasil        | 2010        |
| Caxias                 | Brasil        | 2011        |